# Gros Islet
Gros Islet (Grande Isola in italiano) è un centro abitato nel nord dell'isola nazione di Santa Lucia appartenente al quartiere di Gros Islet. In origine un tranquillo villaggio di pescatori, Gros Islet si è sviluppato diventando una delle più popolari località turistiche dell'isola.

## Storia
Inizialmente abitata dai Caribe (e probabilmente dagli Aruachi), l'area venne identificata per la prima volta come Gros Islet in una carta geografica francese del 1717. Dal momento che i primi preti giunti sull'isola si stanziarono nel villaggio nel 1749, la località divenne una parrocchia cattolica. Gros Island venne quindi colonizzata da coloni francese provenienti dalla vicina Martinica.
Nel 1778, come rappresaglia per la dichiarazione di guerra agli inglesi da parte dei francesi, la marina britannica conquistò l'isola di Santa Lucia, fino ad allora possedimento francese, e installò una base navale nella baia Gros Islet nel 1782, cambiandole temporaneamente il nome in Fort Rodney.
Tra il 1991 e il 2001 la popolazione di Gros Islet è aumentata del 54%: l'aumento più alto registrato nel Paese. Nel 2001, la popolazione era di 19 409 abitanti, il che la rendeva la comunità più popolosa di Santa Lucia, dai 13 505 nel censimento del 1991 e 10 164 nell'edizione del 1980. Di questo numero, 9.307 erano maschi e 10.102 erano donne.
Una vicina palude di mangrovie è stata bonificata per formare il porto turistico di Rodney Bay e da allora sono stati costruiti molti hotel, resort e ville. Tuttavia, il vecchio villaggio di Gros Islet è ancora un quartiere frequentato e vivace.
Nel settembre del 2011 il Rappresentante parlamentare Onorevole Leonard Montoute ha ebiidenziato come la circoscrizione elettorale di Gros Islet potrebbe ottenere lo status di città diventando la seconda città di Santa Lucia dopo la capitale Castries se i piani di espansione dell'area progrediranno secondo quanto stabilito.